# Colette Lambrichs
Pour les articles homonymes, voir Lambrichs.
Colette Lambrichs est une femme de lettres belge. Fille de l'architecte fonctionnaliste Marcel Lambrichs et nièce de l'écrivain, critique et éditeur Georges Lambrichs, elle est née à Bruxelles en août 1946 et habite Paris depuis 1972,. Directrice littéraire des Éditions de la Différence depuis 1976, compagne du spécialiste et traducteur de la poésie portugaise Joaquim Vital, elle est l’auteure de recueils de nouvelles, d'un essai et de romans.